# Vincent Maël Cardona
Vincent Maël Cardona, né en 1980 en Bretagne, est un acteur, réalisateur et scénariste français.
En 2022, il obtient le César du meilleur premier film pour Les Magnétiques.

## Biographie
Vincent Maël Cardona naît en Bretagne. Après des études de lettres et de philosophie, il intègre le département réalisation de la Fémis dont il sort diplômé en 2010 ,.
Il réalise plusieurs courts-métrages : Sur mon coma bizarre glissent des ventres de cygnes en 2009 puis Coucou-les-nuages en 2010 qui remporte le 2e Prix de la Cinéfondation au Festival de Cannes 2010.
Puis Vincent Maël Cardona co-écrit et réalise en 2019 son premier long-métrage, Les Magnétiques sur les radios libres dans les années 1980 avec Thimotée Robart et Marie Colomb,. Le film obtient le Prix SACD au Festival de Cannes 2021, le Prix d'Ornano-Valenti au Festival du cinéma américain de Deauville 2021 et le César du meilleur premier film,.
En 2023 Vincent Maël Cardona réalise la mini-série De Grâce, un polar sur le trafic de drogue chez les dockers du Havre avec Olivier Gourmet, Margot Bancilhon, Pierre Lottin...,.

## Filmographie

### En tant que réalisateur
Courts métrages
- 2009 : Sur mon coma bizarre glissent des ventres de cygnes
- 2010 : Coucou-les-Nuages
- 2016 : Beauséjour

Longs métrages
- 2021 : Les Magnétiques (également co scénariste)
- 2025 : Le Roi Soleil

Séries télévisées
- 2023 : De Grâce

### En tant qu'acteur
Longs métrages
- 2018 : Un violent désir de bonheur de Clément Schneider : le capitaine

Courts métrages
- 2015 : Le Dernier des Céfrans de Pierre-Emmanuel Urcun
- 2017 : Rase Campagne de Pierre-Emmanuel Urcun
- 2018 : 1792, à l'ombre des chappelles de Clément Schneider
- 2018 : Air comprimé de Antoine Giorgini : le vendeur airsoft
- 2018 : Voilasine de Martin Fournier

## Distinctions
- Festival de Cannes 2010 : 2e prix de la Cinéfondation pour Coucou-les-Nuages
- Festival de Cannes 2021 : Prix SACD de la Quinzaine des réalisateurs pour Les Magnétiques
- Festival du cinéma américain de Deauville 2021 : Prix d'Ornano-Valenti pour Les Magnétiques
- César 2022 : meilleur premier film pour Les Magnétiques